# NGC 6398
NGC 6398 este o galaxie situată în constelația Păunul. A fost descoperită în 7 iulie 1836 de către John Herschel. Se află la o distanță de 76,78 de megaparseci de Pământ.